# Who's the Top?
Who's the Top es un cortometraje escrito y dirigido por Jennie Livingston y lanzado en el Festival de cine de Berlín en 2005.

## Sinopsis
Alixe (Marin Hinkle) está enamorada de Gwen (Brigitte Bako), algo bueno, ya que viven juntas. Pero a veces Gwen siente que Alixe no está. Alixe, una joven poeta, está a menudo distraída por su obsesión, el también poeta Cymon Blank (Steve Buscemi), además tiene fantasías con grupos de mujeres vestidas con ropa de cuero. Cuando Alixe viaja a San Francisco para entrevistar a Cymon para una gaceta literaria, Gwen se preocupa. Y por esta razón Alixe va inmediatamente a lo de dos viejos amigos, Buzz y Mars, "radicales sexuales" a tiempo comleto. ¿Es la disconformidad sexual de Alixe y Gwen la causa de sus problemas? ¿o son sus problemas la causa de esa disconformidad? ¿cómo debe un artista nutrir sus ideas? ¿buscando experiencias extremas? ¿o quedándose en casa y escribiendo? ¿qué es más auténtico, nuestras fantasías, o lo que en realidad hacemos? En Who's the Top? no hay respuestas a esto, solo números musicales.